# Ondrej Hustak
Ondrej Hustak (Brno, 4 de noviembre de 2003) es un jugador de baloncesto profesional checo. Mide 2,15 metros y juega en la posición de pívot, actualmente pertenece a la plantilla del CB Zamora de Liga LEB Plata, cedido por el Bàsquet Manresa de la Liga Endesa. 

## Carrera deportiva
Formado en las categorías inferiores de Saski Baskonia.
En la temporada 2019-20, con apenas 16 años se incorpora al Saski Baskonia B de la Liga EBA.
En la temporada 2020-21, regresa a su país de origen y se incorpora a las filas del BC Brno, en el que alterna el equipo júnior con el primer equipo de la Kooperativa NBL, la máxima categoría del baloncesto checo.
El 3 de diciembre de 2021, firma por el Bàsquet Manresa de la Liga Endesa.  A continuación, el pívot checo sería cedido al Zentro Basket Madrid de la Liga EBA.
En la temporada 2021-22, volvería a ser cedido al Zentro Basket Madrid para jugar en Liga LEB Plata.
El 13 de septiembre de 2022, Hustak es cedido al CB Zamora de Liga LEB Plata.
El 22 de enero de 2024, regresa al CB Zamora de Liga LEB Plata en calidad de cedido por el Bàsquet Manresa.

## Internacional
Es internacional sub-16, sub-18 y sub-20 con la Selección de baloncesto de la República Checa.